# 30386 Philipjeffery
30386 Philipjeffery è un asteroide della fascia principale. Scoperto nel 2000, presenta un'orbita caratterizzata da un semiasse maggiore pari a 2,7898486 UA e da un'eccentricità di 0,0345223, inclinata di 3,46641° rispetto all'eclittica.